# Burgstall Schellneck am Schlösselberg
Der Burgstall Schellneck am Schlösselberg im Markt Essing im niederbayerischen Landkreis Kelheim liegt auf dem Schlösselberg ca. 900 m südöstlich von Altessing bzw. 1000 m westlich von Unterau und 300 m südlich des Kletterfelsens Schelleneck auf der südlichen Seite des Main-Donau-Kanals. Die Anlage wird als „ebenerdiger mittelalterlicher Ansitz“ unter der Aktennummer D-2-7036-0003 im Bayernatlas aufgeführt.

## Beschreibung
Der Burgstall der Höhenburganlage liegt 110 m über dem Altmühltalgrund auf einem nach Norden gerichteten Geländevorsprung. Der Sporn wird 40 m vor der Spitze von einem 35 m langen und in leichtem Bogen verlaufenden Graben vom Hinterland abgetrennt. Der Graben ist heute nur mehr 0,5 m tief, soll aber zu Beginn des 20. Jahrhunderts noch 2 m tief und 10 m breit gewesen sein. Der Innenraum steigt zur Spitze um ca. 2 m an. Der äußere Grabenrand wird von einem nur andeutungsweise vorhandenen Randwall begleitet; der an der Grabeninnenseite vorhandene Schildwall weist von der Grabensohle bis zur Krone maximal 2,3 m auf. Östlich der Grabenmitte befindet sich eine Einfahrt in Form einer Erdbrücke und einer Lücke im Schildwall. Im Vorburgbereich finden sich mehrere Schürfgruben, die als Turmrest mit etwa 5 m Durchmesser gedeutet wurden.

## Geschichte
Die Anlage ist im 11. Jahrhundert entstanden. Die Bauherren sind nicht bekannt. Es wird vermutet, dass die Anlage zur Überwachung der Wege im Altmühltal errichtet wurde; von hier aus führt auch ein Weg über den Steilhang zu der Wehranlage, der eventuell für die Burg erbaut wurde. 